# Loren Meyer
Loren Henry Meyer (Emmetsburg, 30 dicembre 1972) è un ex cestista statunitense, professionista nella NBA e in Gran Bretagna.

## Carriera
È stato selezionato dai Dallas Mavericks al primo giro del Draft NBA 1995 (24ª scelta assoluta).